# 祥瑞
祥瑞是指對人類有益的自然現象或生物的出現。
古書記載有許多祥瑞。例如，《国语·周上》：“王不听，遂征之，得四白狼，四白鹿以归。”《史記·天官書》記載卿雲是一種祥瑞：“若煙非煙，若雲非雲，鬱郁紛紛，蕭索輪囷，是謂卿雲。卿雲，喜氣也。”唐朝時就有掌管祥瑞的官員。古时的人自小就被教導：“圣人出则黄河清。”。白鹿被視為长寿之鹿，葛洪《抱朴子》稱“鹿满五百岁则其色白”，是標準的祥瑞之物。明朝軍事家胡宗宪曾將白鹿作为祥瑞献給明世宗。
祥瑞包含動物、植物、天象、還有自然現象。南宋周密在《齊東野語》卷六〈祥瑞〉中統計過：“世所謂祥瑞者，麟、鳳、龜、龍、騶虞、白雀、醴泉、甘露、朱草、靈芝、連理之木、合頴之禾皆是也。然夷考所出之時，多在危亂之世”。

## 中国历代帝王出生时或少年时的“祥瑞”
- 汉高祖：父曰太公，母曰刘媪。其先刘媪尝息大泽之陂，梦与神遇。是时雷电晦冥，太公往视，则见蛟龙於其上。已而有身，遂产高祖。
- 汉昭烈帝（刘备）：先主少孤，与母贩履织席为业。舍东南角篱上有桑树生高五丈馀，遥望见童童如小车盖，往来者皆怪此树非凡，或谓当出贵人。
- 吴武烈帝（孙坚）：（孙家祖坟）数有光怪，云气五色，上属于天，曼延数里。众皆往观视。父老相谓曰：“是非凡气，孙氏其兴矣！”及母怀妊坚，梦肠出绕吴昌门，寤而惧之，以告邻母。邻母曰：“安知非吉征也。”
- 吴大帝：坚为下邳丞时，权生，方颐大口，目有精光，坚异之，以为有贵象。
- 刘渊：龙豹妻呼延氏，魏嘉平中祈子于龙门，俄而有一大鱼，顶有二角，轩鬐跃鳞而至祭所，久之乃去。巫觋皆异之，曰：“此嘉祥也。”其夜梦旦所见鱼变为人，左手把一物，大如半鸡子，光景非常，授呼延氏，曰：“此是日精，服之生贵子。”寤而告豹，豹曰：“吉征也。吾昔从邯郸张冏母司徒氏相，云吾当有贵子孙，三世必大昌，仿像相符矣。”自是十三月而生元海，左手文有其名，遂以名焉。
- 刘聪：初，聪之在孕也，张氏梦日入怀，寤而以告，元海曰：“此吉征也，慎勿言。”十五月而生聪焉，夜有白光之异。形体非常，左耳有一白毫，长二尺余，甚光泽。
- 石勒：勒生时赤光满室，白气自天属于中庭，见者咸异之。
- 苻坚：其母苟氏尝游漳水，祈子于西门豹祠，其夜梦与神交，因而有孕，十二月而生坚焉。有神光自天烛其庭。背有赤文，隐起成字，曰“草付臣又土王咸阳。”臂垂过膝，目有紫光。洪奇而爱之，名曰坚头。
- 南齐高帝（萧道成）：太祖以元嘉四年丁卯岁生，姿表英异，颡钟声，鳞文遍体。
- 梁武帝：生而有奇异，两胯骈骨，顶上隆起，有文在右手曰“武”。所居室常若云气，人或过者，体辄肃然。
- 陈武帝：尝游义兴，馆于许氏，夜梦天开数丈，有四人朱衣捧日而至，令高祖开口纳焉。及觉，腹中犹热，高祖心独负之。
- 北魏道武帝：母曰献明贺皇后。初因迁徙，游于云泽，既而寝息，梦日出室内，寤而见光自牖属天，欻然有感。以建国三十四年七月七日，生太祖于参合陂北，其夜复有光明。昭成大悦，群臣称庆，大赦，告于祖宗。保者以帝体重倍于常儿，窃独奇怪。明年有榆生于埋胞之坎，后遂成林。弱而能言，目有光曜，广颡大耳，众咸异之。
- 北齐神武帝（高欢）：住居白道南，数有赤光紫气之异，邻人以为怪，劝徙居以避之。皇考曰："安知非吉？"居之自若。及神武生而皇妣韩氏殂，养于同产姊婿镇狱队尉景家。
- 北周文帝（宇文泰）：太祖，德皇帝之少子也。母曰王氏，孕五月，夜梦抱子升天，才不至而止。寤而告德皇帝，德皇帝喜曰："虽不至天，贵亦极矣。"生而有黑气如盖，下覆其身。
- 隋文帝：皇妣吕氏，以大统七年六月癸丑夜生高祖于冯翊般若寺，紫气充庭。有尼来自河东，谓皇妣曰：“此儿所从来甚异，不可于俗间处之。”尼将高祖舍于别馆，躬自抚养。皇妣尝抱高祖，忽见头上角出，遍体鳞起。皇妣大骇，坠高祖于地。尼自外入见曰：“已惊我儿，致令晚得天下。”为人龙颔，额上有五柱入顶，目光外射，有文在手曰“王”。
- 唐太宗：隋开皇十八年十二月戊午，生于武功之别馆。时有二龙戏于馆门之外，三日而去。
- 安禄山：母阿史德，为觋，居突厥中，祷子于轧荦山，虏所谓斗战神者，既而妊。及生，有光照穹庐，野兽尽鸣，望气者言其祥。
- 朱温：以唐大中六年岁在壬申，十月二十一日夜，生于砀山县午沟里。是夕，所居庐舍之上有赤气上腾。里人望之，皆惊奔而来，曰：“朱家火发矣！”及至，则庐舍俨然。既入，邻人以诞孩告，众咸异之。
- 李克用：在妊十三月，载诞之际，母艰危者竟夕。族人忧骇，市药于雁门，遇神叟告曰：“非巫医所及，可驰归，尽率部人，被甲持旄，击钲鼓，跃马大噪，环所居三周而止。”族人如其教，果无恙而生。是时，虹光烛室，白气充庭，井水暴溢。
- 石敬瑭：以唐景福元年二月二十八日生于太原汾阳里，时有白气充庭，人甚异焉。
- 郭威：以唐天祐元年甲子岁七月二十八日，生帝于尧山之旧宅。载诞之夕，赤光照室，有声如炉炭之裂，星火四迸。
- 宋太祖：后唐天成二年，生于洛阳夹马营，赤光绕室，异香经宿不散。体有金色，三日不变。
- 辽太祖：初，母梦日堕怀中，有娠。及生，室有神光异香，体如三岁儿，即能匍匐。祖母简献皇后异之，鞠为己子。常匿于别幕，涂其面，不令他人见。三月能行，晬而能言，知未然事。自谓左右若有神人翼卫。
- 金太祖：辽道宗时有五色云气屡出东方，大若二千斛囷仓之状，司天孔致和窃谓人曰：“其下当生异人，建非常之事。天以象告，非人力所能为也。”咸雍四年戊申七月一日，太祖生。
- 元太祖：初，烈祖征塔塔儿部，获其部长铁木真。宣懿太后月伦适生帝，手握凝血如赤石。烈祖异之，因以所获铁木真名之，志武功也。
- 明太祖：母陈氏，方娠，梦神授药一丸，置掌中有光，吞之，寤，口余香气。及产，红光满室。自是夜数有光起，邻里望见，惊以为火，辄奔救，至则无有。